# Circuito de Broadway

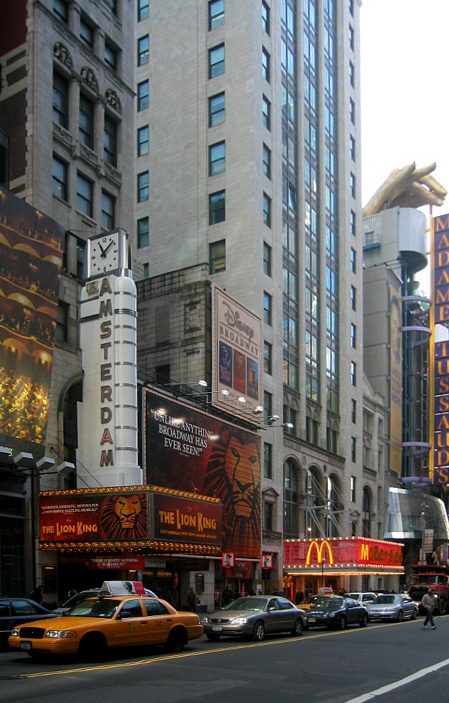
El Rey León (musical) en el teatro New Amsterdam Theatre, 2003

El circuito de Broadway, también llamado simplemente Broadway, es el conjunto de espectáculos teatrales presentados en cada uno de los 41 grandes teatros profesionales que lo forman, con más de 500 localidades, situados en el distrito teatral de la Avenida Broadway y en el Lincoln Center en Manhattan, Nueva York, Estados Unidos. Broadway, junto con el West End theatre, en Londres, son considerados usualmente como los representantes de más alto nivel del teatro comercial en la anglofonía.
El distrito teatral de Broadway es una atracción turística popular en la ciudad de Nueva York. Según la liga teatral de Broadway, las obras representadas en la temporada 2009-2010 han vendido aproximadamente 1.020 millones de dólares en entradas comparados con los 1000 millones de la temporada anterior.

## Siglos y

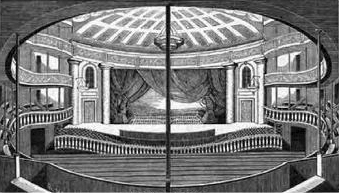
Interior del Park Theatre, construido en 1798

## SiglosXVIIIyXIX

### Los inicios del teatro en Nueva York
Nueva York no tuvo una presencia teatral significativa hasta cerca de 1750 cuando los actores-representantes Walter Murray y Thoman Kean establecieron una compañía teatral residente en un teatro de la calle Nassau (Manhattan) con una capacidad aproximada de 280 personas. Presentaban obras de Shakespeare y ópera de baladas como The Beggar's Opera. En 1752, William Hallam, un empresario teatral, envió una compañía de 12 actores desde Inglaterra hacia las colonias, con su hermano Lewis como representante. Establecieron un teatro en Williamsburg, Virginia y debutaron con El mercader de Venecia y The Anatomist. La compañía se mudó a Nueva York en el verano de 1753 representando ópera de baladas y baladas-farsas como Damon and Phillida. La guerra de la independencia suspendió el teatro en la ciudad pero luego lo retomaron y en 1798 fue construido el Park Theatre en la calle Chatham (ahora llamada Park Row). El teatro Bowery abrió en 1826, seguido por otros. Los espectáculos de minstrel se tornaron populares durante la década de 1830 y especialmente con la llegada de los Virginia Minstrels en los '40.
Durante ese período, P. T. Barnum operaba un complejo teatral en la parte baja de Manhattan. En 1829, en la intersección de Broadway y Prince, fue abierto Niblo's Garden y rápidamente se convirtió en uno de los lugares favoritos de la noche de estrenos de New York. Este teatro de 3.000 asientos presentaba todo tipo de espectáculos musicales y no musicales. El Astor Place abrió en 1847. Se produjeron disturbios en 1849 cuando los financistas de clase baja del Bowery objetaron lo que ellos percibían como esnobismo por parte de la audiencia de clase alta del Astor Place: «Luego de los disturbios de Astor Place en 1849, el entretenimiento en Nueva York fue dividido por líneas de clases: la ópera fue claramente de la clase alta y media alta, minstrel y melodrama para la clase media, espectáculos de variedades en salones de concierto para hombres de la clase trabajadora y clase media baja.»
Las obras de William Shakespeare eran representadas frecuentemente en los escenarios de Broadway durante este período, más notablemente por el actor estadounidense Edwin Booth quien fuera conocido internacionalmente por su interpretación de Hamlet. Booth realizó el papel durante unas 100 famosas actuaciones consecutivas en el teatro Winter Garden en 1865 (finalizadas unos meses antes de que su hermano John Wilkes Booth asesinara a Abraham Lincoln) y luego en su propia sala, el Booth's Theatre (que fue manejada por un tiempo por su otro hermano Junius Brutus Booth, Jr). Otros renombrados shakesperianos que aparecieron en Nueva York en esta era fueron Henry Irving, Tommaso Salvini, Fanny Davenport y Charles Fechter.

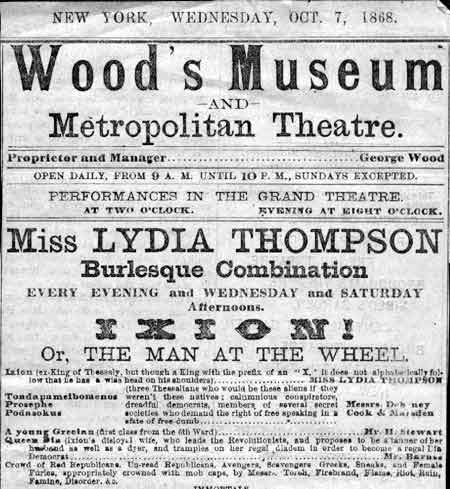
Programa de Ixion, en 1868

Lydia Thompson llegó a Estados Unidos en 1868 encabezando una pequeña compañía adaptando el popular burlesque inglés para las audiencias neoyorquinas de clase media. Eran llamados los "rubios británicos" y fueron el espectáculo más popular durante la temporada 1868-1869. «Las excentricidades de pantomimas y burlesque - con su curiosa combinación de comedia, parodia, sátira, improvisación, canción y danza, actos variados, vestuario, efectos extravagantes en escena, bromas atrevidas y vestiduras insolentes - aunque familiar para las audiencias inglesas, arrasaron Nueva York.»  La gira de 6 meses duró unos 6 años extremadamente rentables.

### Nacimiento del musical y periodo posterior a la Guerra Civil
El teatro en Nueva York se trasladó gradualmente del centro a la periferia a partir de 1850 buscando terrenos más baratos. En 1870, el corazón de Broadway estaba en Union Square y a finales de siglo muchos teatros estaban cerca de Madison Square. No llegaron a Times Square sino hasta los principios de 1900 y no se consolidaron allí hasta que una gran cantidad fuera edificada alrededor de la plaza en los años '20 y '30. El primer musical duradero fue el éxito de 50 representaciones llamado "The Elves" en 1857. Todos quedaban detrás de los de Londres, pero el musical humorístico de Laura Keene Seven Sisters (1860) rompió todos los récords con 253 representaciones. Durante una actuación de la compañía de Keene de Our American Cousin en Washington D. C. fue asesinado el presidente Abraham Lincoln.

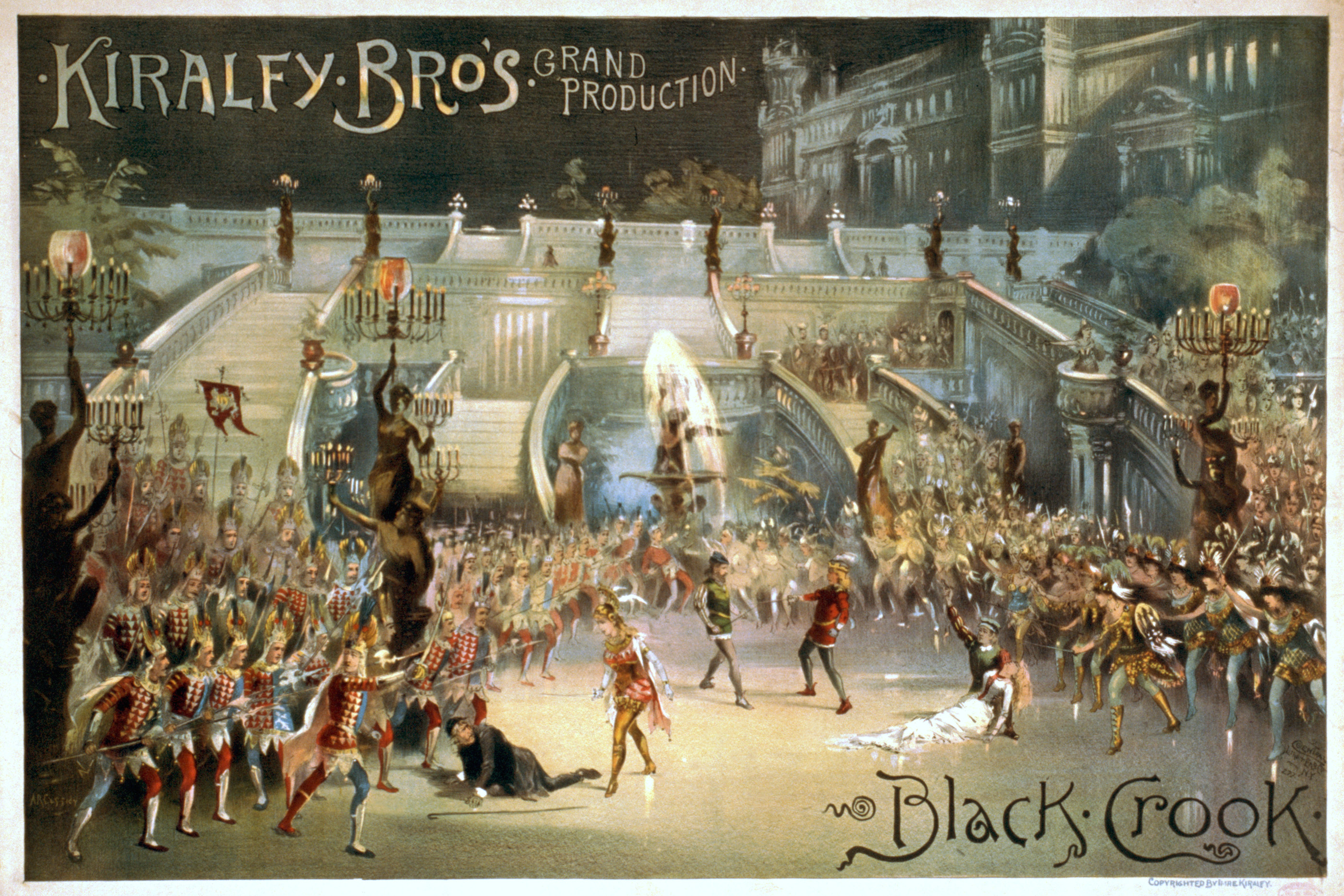
The Black Crook (1866), considerado por algunos historiadores como el primer musical

The Black Crook es considerada la primera pieza que se adapta a la concepción moderna de un musical (agregando baile y música original que ayudan a contar la historia), que debutó en Nueva York el 12 de septiembre de 1866. La producción duraba unas agotadoras cinco horas y media pero, a pesar de su extensión, se presentó durante 474 actuaciones récord. En el mismo año, The Black Domino/Between You, Me and the Post fue el primer show en llamarse "comedia musical".
Tony Pastor abrió el primer teatro vodevil a una cuadra del Union Square en 1881 donde actuó Lillian Russell. Los comediantes Edward Harrigan y Tony Hart produjeron y protagonizaron musicales en Broadway entre 1878 (The Mulligan Guard Picnic) y 1885, con guion y letras de Harrigan y música de su suegro David Braham. Estas comedias musicales destacaban personajes y situaciones sacadas de la vida cotidiana de las clases bajas de la ciudad y representaban un paso adelante significativo del vaudeville y del burlesque hacia una forma más literaria. Las protagonizaban cantantes de alta calidad (Lillian Russell, Vivienne Segal, Fay Templeton) en vez de mujeres de reputación cuestionable que lo habían hecho en formas anteriores del musical.
A medida que el transporte mejoraba, la pobreza en Nueva York disminuía y la iluminación de las calles hacía más seguros los viajes nocturnos, el número de financistas para el creciente número de teatros se incrementaba enormemente. Las obras podían mantenerse más tiempo en cartel y atraer audiencia de todas formas, trayendo mayores ganancias y mejorando los valores de producción. Como en Inglaterra, durante la última mitad del siglo XIX el teatro comenzó a "limpiarse" con menos prostitución que dificultaba la asistencia femenina. Las exitosas óperas cómicas familiares de Gilbert y Sullivan, comenzando con H.M.S. Pinafore en 1878, fueron importadas a Nueva York (por los autores y en muchas producciones pirata). Eran imitadas en la ciudad por producciones estadounidenses tales como Robin Hood (1891) de Reginald De Koven y El Capitán (operetta) (1896) de John Philip Sousa, junto con operas, ballets y otros éxitos británicos y del resto de Europa.

## Década de 1890 y después
A Trip to Chinatown (1891) de Charles Hale Hoyt fue el campeón duradero de Broadway con 657 representaciones, un récord que no sería superado hasta 1919 con Irene. En 1896, los empresarios Marc Klaw y A. L. Erlanger formaron el Sindicato Teatral que controlaría casi todos los teatros legítimos en Estados Unidos durante los siguientes 16 años. Sin embargo salones pequeños de vodevil y variedad proliferaron y el circuito independiente estuvo bien establecido a finales de siglo.
A Trip to Coontown (1898) fue la primera comedia musical enteramente producida e interpretada por afroamericanos (estando considerablemente inspirada por las rutinas de minstrel), seguida por el ragtime Clorindy the Origin of the Cakewalk (´[1898]]) y por la exitosa In Dahomey (1902). Centenares de comedias musicales fueron representadas en Broadway durante la década de 1890 y el principio de 1900 trajeron canciones escritas por el Tin Pan Alley incluyendo compositores como Gus Edwards, John Walter Bratton y George M. Cohan (Little Johnny Jones (1904), 45 Minutes From Broadway (1906) y George Washington Jr. (1906)). De todas formas, las puestas en Nueva York continuaron siendo relativamente cortas (con algunas excepciones) comparadas con las de Londres, hasta la Primera Guerra Mundial. Algunos musicales británicos muy exitosos continuaron logrando un gran éxito en Nueva York, incluyendo Florodora en 1900-01.

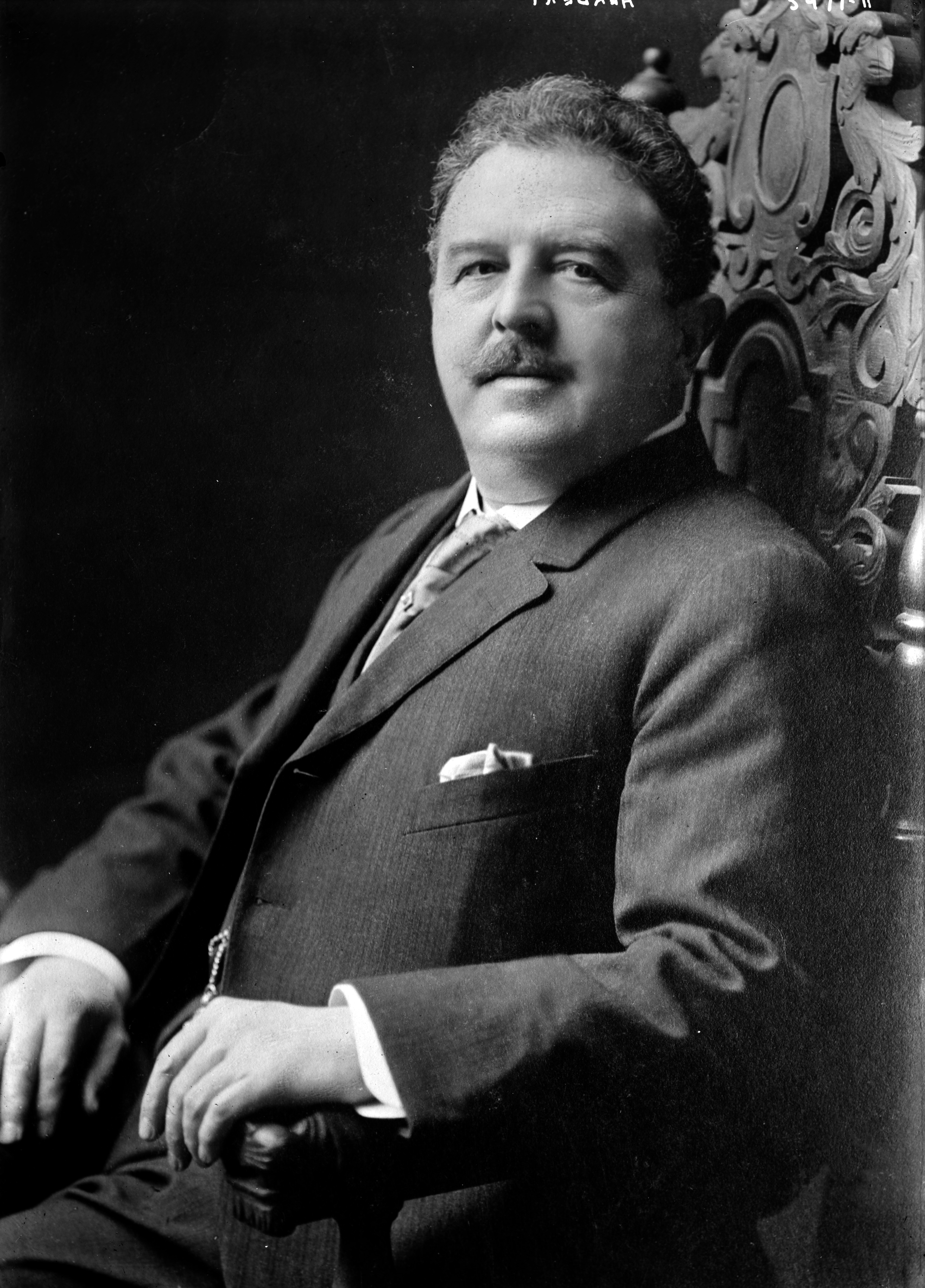
Victor Herbert

En los primeros años del siglo XX, traducciones de populares operetas de fines del siglo anterior fueron unidas por shows del Princess Theatre de los años '10 por escritores como P. G. Wodehouse, Guy Bolton y Harry B. Smith. Victor Herbert, cuyo trabajo incluyó algunas obras musicales intimistas con modernos despliegues así como las famosas operetas (The Fortune Teller (1898), Babes in Toyland (1903), Mlle. Modiste (1905), The Red Mill (1906) y Naughty Marietta (1910)). Comenzando con The Red Mill, las obras de Broadway instalaron carteles eléctricos afuera de los teatros. Como las lámparas de colores se quemaban demasiado rápido, se usaban las blancas y Broadway fue apodada "El Gran Camino Blanco". En agosto de 1919, la unión de trabajadores teatrales (Actors Equity Association) demandaron un contrato común a todas las producciones profesionales. Después de que una huelga cerrara todos las salas, los productores se vieron forzados a aceptar. Por los años '20, los hermanos Shubert habían sobresalido para asumir el control de la mayoría de los teatros del sindicato de Erlanger.

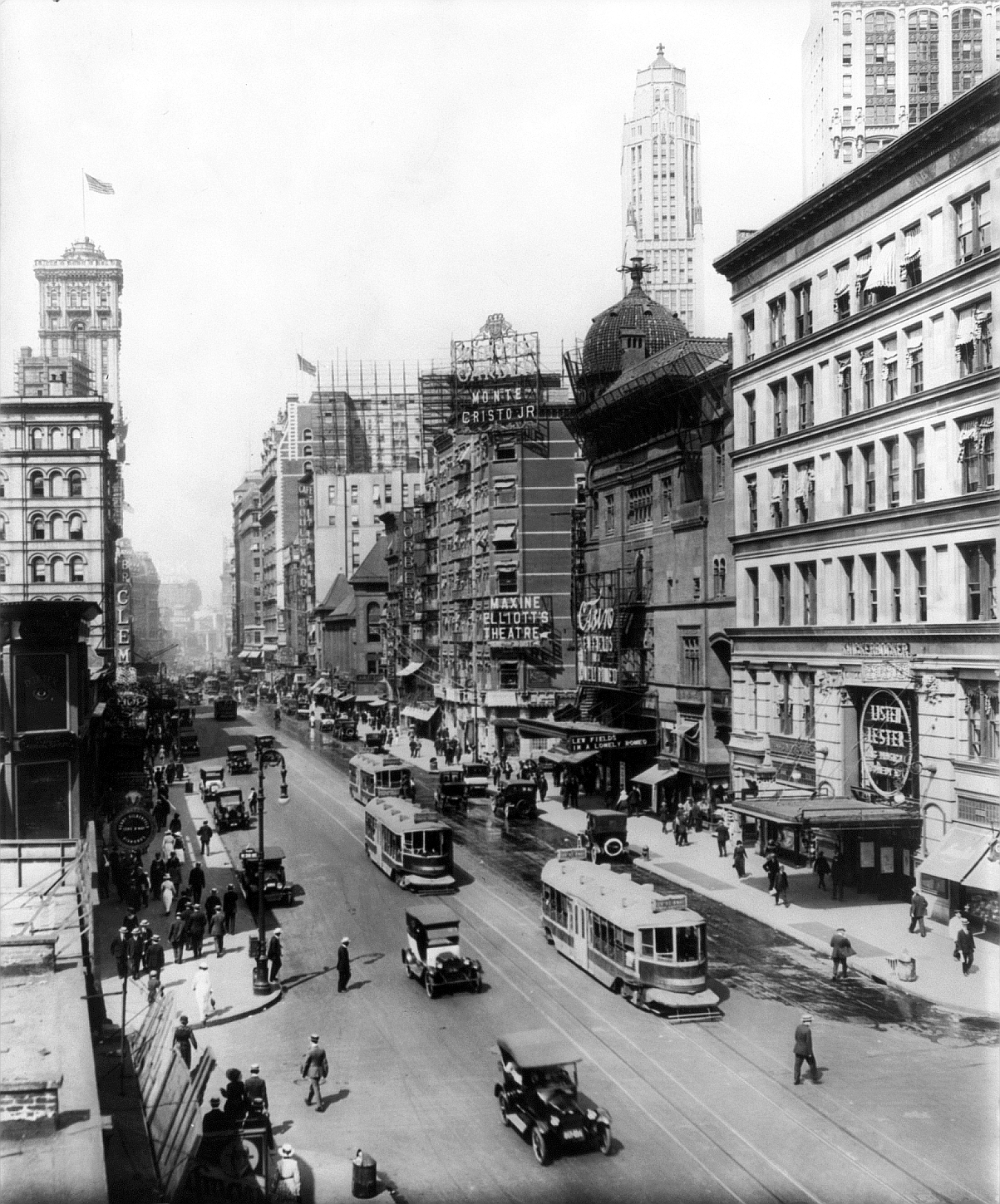
Los teatros Winter Garden, Maxine Elliott's, Casino y Knickerbocker en Broadway en 1920.

El cine surgió como un desafío a los escenarios teatrales. Al principio, las películas eran mudas y presentaban una competencia limitada. Sin embargo, a finales de los años '20, películas como The Jazz Singer (1927) podían ser presentadas con sonido sincronizado, y los críticos se preguntaban si el cine reemplazaría por completo al teatro. Los musicales de los llamados felices años veinte, tomando prestado del vaudeville, music hall y otros entretenimientos livianos, tendieron a ignorar los argumentos en favor de enfatizar a los actores y actrices estrella, las grandes rutinas de baile y las canciones populares. Florenz Ziegfeld produjo espectaculares revistas anuales de canciones y baile en Broadway destacando escenografías extravagantes y vestuarios elaborados, pero no había demasiadas cosas que juntaran todos los números representados. Las producciones livianas fueron comunes en los años '20, tales como Sally, Lady Be Good, Sunny, No, No, Nanette, Oh, Kay! y Funny Face. Sus libretos pudieron ser olvidables, pero sirvieron para el lucimiento de, entre otros, George Gershwin, Cole Porter, Jerome Kern, Vincent Youmans y  Rodgers y Hart, y Noel Coward, Sigmund Romberg y Rudolf Friml continuaron con Victor Herbert. Claramente, el teatro sobrevivió a la invención del cine.
Dejando atrás estos espectáculos algo más frívolos y tomando el drama un gran paso adelante, Show Boat debutó el 27 de diciembre de 1927 en el Ziegfeld Theatre, representando una completa integración de libreto y música con temas dramáticos, como se contaba a través de la música, diálogo, escenografía y movimiento, tejidos juntos en una forma mucho más prolija que en musicales previos. Se presentó por 572 funciones. Luego de los magros años de la Gran Depresión, el circuito de Broadway entró en una era dorada con el gran éxito de Oklahoma! en 1943, que alcanzó las 2212 funciones. Se sucedieron los éxitos y se alcanzó el más alto nivel de prestigio internacional teatral.
Los años '20 también generaron una nueva era de dramaturgos estadounidenses con el surgimiento de Eugene O'Neill, cuyas obras Más allá del horizonte, Anna Christie, The Hairy Ape, Strange Interlude y A Electra le sienta bien el luto probaron que había audiencia para dramas serios en Broadway. 
El suceso de O'Neill allanó el camino a otros grandes como Elmer Rice, Maxwell Anderson, Robert Emmet Sherwood, Tennessee Williams y Arthur Miller, así como a escritores de comedia como George S. Kaufman y Moss Hart. Los clásicos renovados también probaron ser populares entre el público de Broadway, destacando a John Barrymore en Hamlet y Ricardo III, John Gielgud en Hamlet, La importancia de llamarse Ernesto y Mucho ruido y pocas nueces, Walter Hampden y José Ferrer en Cyrano de Bergerac, Paul Robeson y Ferrer en Otelo, Maurice Evans en Ricardo II y las obras de George Bernard Shaw y Katharine Cornell en puestas tales como Romeo y Julieta, Antonio y Cleopatra y Candida.
Los Premios Tony fueron establecidos en 1947 para reconocer los logros en el teatro estadounidense, particularmente de Broadway.

## Broadway en la actualidad

### Programa
Aunque hoy haya más excepciones de las que hubo en su momento, generalmente los shows sin bajada de cartel prevista operan con los mismos horarios, con representaciones nocturnas de martes a sábado a las 7pm u 8pm y función matinée por las tardes de los miércoles, sábados y domingos; típicamente a las 2pm de miércoles y sábados y 3pm los domingos, realizando un estándar de 8 funciones semanales. De esta manera no hay presentaciones los lunes, dándole a este día el apodo de "oscuro".
Todos los trabajadores de esta parte de la industria llaman "fin de semana" al período que va desde la noche del domingo hasta la noche del martes. La ceremonia de entrega de los Premios Tony se realiza, usualmente, en la noche de un domingo de junio para, justamente, no interrumpir estos horarios.
En años recientes varios shows han adelantado la función del martes una hora, hasta las 7pm. La razón de ese cambio fue que pocos turistas asisten a mitad de semana, por lo que ese día depende de la audiencia local. Así el común de la gente puede retornar a un horario razonable a sus hogares. Algunos espectáculos, especialmente los que produce Disney, cambian sus horarios con frecuencia, dependiendo de la estación del año, para maximizar el acceso de la gente.

### Personal
Tanto los musicales como las demás obras en Broadway se suelen apoyar en artistas reconocidos en los papeles principales para atraer una mayor audiencia o un público nuevo. Actores de cine y televisión son usualmente contratados para shows de nuevas versiones o son utilizados para reemplazar a un artista que deja la obra. Sin embargo todavía hay actores que son primariamente de teatro, pasando la mayoría del tiempo "en las tablas" y dejando al cine y la TV en segundo lugar. Como resaltó Patrick Healy del New York Times, "Broadway tuvo alguna vez muchas estrellas locales comprometidas a trabajar en una obra por un año, como Nathan Lane ha hecho con The Addams Family. Este año, pesos pesados del teatro como el Sr. Lane no estuvieron ni siquiera nominados; en su lugar, varios Premios Tony fueron dados a producciones que siempre estuvieron pactadas para un corto tiempo, dado que sus artistas estrellas de cine tienen que seguir con otros compromisos." Según un artículo de Mark Shenton (crítico especializado), "Uno de los mayores cambios del teatro comercial - en ambos lados del Atlántico - durante la última década es el crecimiento de grandes estrellas haciendo teatro; pero las representaciones a las cuales se comprometen han ido acortándose. Antes el productor le requeriría un compromiso mínimo de seis meses, y hasta 1 año; ahora lo usual en estos casos es de 13 semanas."
En el pasado, los actores de teatro tenían una actitud de superioridad frente a otros tipos de representaciones como el vodevil y el burlesque, que eran considerados de mal gusto y poco cultos. Los primeros consideraban que ellos hacían arte con más altura y más artístico. Esta actitud es reflejada en el término usado para describir su forma de actuación: "teatro legítimo". La forma abreviada "legit" se sigue usando, para el teatro, por parte de Variety, la publicación de noticias de la industria del entretenimiento. Esta actitud condescendiente también fue dirigida hacia artistas que trabajaban en radio, cine y televisión, en vez de en "el teatro". Pero ya no prevalece tanto hoy en día, especialmente por tener, tanto el cine como la TV, una mejor paga con respecto al teatro, inclusive el de Broadway. Sin embargo, la división entre leatro "legit" y el de "variedades" sigue existiendo en la estructura de los sindicatos de actores: La Asociación de Equidad de Actores (Actors' Equity Association o simplemente Equity) representa a quienes trabajan en "legítimo" y el Sindicato Estadounidense de Artistas de Variedades (American Guild of Variety Artists, AGVA) los representa en presentaciones sin un "libro" o historia - aunque es muy raro que actores de Broadway no trabajen bajo un contrato de la Equity, ya que casi todas las obras y musicales están bajo la jurisdicción de dicha unión.
Casi todas las personas involucradas en un show de Broadway en cualquier nivel son representadas por sindicatos u otras organizaciones protectoras o profesionales. Los actores, bailarines, cantantes, miembros de coros y puestistas son miembros de la Equity, los músicos están representados por la Federación Estadounidense de Músicos (American Federation of Musicians, AFM) y los tramoyistas, vestuaristas, peluqueros, diseñadores, personal de la taquilla y acomodadores pertenecen a diversos sectores de la Alianza Internacional de Empleados de la Escena Teatral (International Alliance of Theatrical Stage Employes, IA o IATSE). Directores y coreógrafos son miembros de la Sociedad de Directores y Coreógrafos de teatro (Stage Directors and Choreographers Society, SDC), dramaturgos del Sindicato de Dramaturgos de Estados Unidos y los representantes tanto de la sala como de las compañías y los agentes de prensa están representados por la Asociación de Agentes de Prensa y Mánagers teatrales (Association of Theatrical Press Agents and Managers, ATPAM). Los directores de casting (quienes trataron, en 2002-2004, de ser parte de ATPAM) son el último gran componente de la infraestructura humana de Broadway que falta sindicar. (Mánagers generales que manejan el negocio de un show y que son frecuentemente productores, son posiciones jerárquicas).
El tamaño mínimo de una orquesta en Broadway se basa en un acuerdo entre el sindicato de músicos y la Liga de Teatros y Productores estadounidenses. Por ejemplo, se especifica que en el teatro Minskoff, dicho mínimo sea de 18 y en el Music Box, 9.

### Productores y dueños de teatros
La mayoría de los productores y de los propietarios de teatros en Broadway son miembros de la denominada Liga de Broadway (antes llamada "La Liga de Teatros y Productores Estadounidenses"), una organización que promueve el teatro de Broadway como conjunto, negocia contratos con varias uniones teatrales y acuerdos con los sindicatos y co-administra los Premios Tony junto al Ala Teatral Estadounidense (American Theatre Wing), una organización de servicios. Aunque la Liga y las uniones teatrales desacuerdan en los períodos en los que se negocian contratos, también cooperan en varios proyectos y eventos dirigidos a promover el teatro profesional en Nueva York.
Las tres compañías sin fines de lucro con teatros en Broadway ("casas") pertenecen a la Liga de Teatros Residentes (League of Resident Theatres, LORT) y tienen contratos con las uniones teatrales que son negociados separadamente de los otros teatros y productores. (Disney también negocia aparte de la Liga, así como lo hizo la Corporación Canadiense de Entretenimiento (Live Entertainment Corporation of Canada, Livent) antes de cerrar. Sin embargo, generalmente los espectáculos que se presentan en cualquiera de las casas de Broadway son aptos para los Premios Tony.
La mayoría de los teatros en Broadway pertenecen o son regenteados por tres organizaciones: The Shubert Organization, una rama lucrativa de la fundación sin fines de lucro Shubert Foundation, que es dueña de diecisiete teatros; Nederlander Organization, que controla nueve salas; y Jujamcyn, a quien pertenecen cinco casas.

### Temporadas
La mayoría de las obras son producciones comerciales dispuestas a tener una ganancia para los productores e inversores y, por lo tanto, tener temporadas sin fecha estipulada de finalización, pero depende de la respuesta de la crítica, el boca a boca y el efecto de la publicidad. Invertir en una producción comercial trae varios grados de riesgos financieros. Los shows no necesariamente tienen que tener ganancia inmediatamente. Si están recuperando la inversión o están perdiendo dinero a un ritmo que los productores consideran aceptable, puede ser que continúen con la temporada dentro de la expectativa de que, eventualmente, recuperen lo invertido y tengan una ganancia. En algunas situaciones límite, los productores pueden sugerir que las regalías se reduzcan o no sean exigidas temporalmente, o incluso que los artistas (con el permiso de las uniones) tengan una reducción salarial, para prevenir el final de la obra. Los dueños de los teatros, quienes generalmente no participan de las ganancias de las producciones, pueden reducir o no exigir la renta o, inclusive, prestar dinero para que siga funcionando.
Algunas obras son producidas por organizaciones no comerciales como parte de una suscripción regular de temporada - Lincoln Center, Roundabout Theatre Company y Manhattan Theatre Club son los tres teatros sin fines de lucro que actualmente tienen lugares permanentes. Algunas otras producciones son realizadas con "temporadas de compromiso limitado" por varias razones, incluyendo inconvenientes financieros, compromisos previos de los artistas o disponibilidad temporaria de un teatro entre el final de una obra y el comienzo de otra. Sin embargo, algunos de estos shows pueden, luego de buenas críticas y éxito de ventas, extender sus acuerdos o convertirlos en temporadas sin fecha de finalización. Fue el caso de August: Osage County (2007) y God of Carnage (2009).
Históricamente, los musicales tienden a tener temporadas más largas que los otros tipos de obras. En 9 de enero de 2006, El Fantasma de la Ópera, en el teatro Majestic, se convirtió en el musical de Broadway con más tiempo en escena, con 7486 funciones desplazando a Cats.

### Audiencia
Ver una obra de Broadway es una actividad turística común en Nueva York y ayuda a la industria del turismo a generar miles de millones más en restaurantes y hoteles. Hay cabinas expendedoras de entradas para espectáculos en el mismo día (y en algunos casos para la tarde del día siguiente) con descuentos de 25%, 35% o 50%. Están ubicadas en Duffy Square (que se encuentra en Times Square), en la parte baja de Manhattan (199 de la calle Water — esquina de las calles Front y John) y en Brooklyn(1 MetroTech Center en la intersección de las calle Jay y la avenida Myrtle). Este servicio manejado por la Fundación de Desarrollo Teatral (Theatre Development Fund) ayuda a vender ubicaciones que de otra manera estarían vacías y hace que verlo sea más costeable. Muchos teatros ofrecen ofertas especiales para estudiantes, entradas para el mismo día o para asistir sin butaca en donde pueda haber lugares como los pasillos o descansos, asegurando de esta manera que esté todo lleno y que la ganancia sea mayor.
El total de audiencia en la temporada 2008-09 fue de 12,15 millones comparado con los 12,27 millones de la temporada anterior.  Por comparación, su contraparte londinense (West End Theatre) reportó una audiencia total de 13,6 millones para grandes puestas comerciales en 2007.

### Off-Broadway y giras nacionales
La clasificación de teatros está regida por idioma en los contratos de la Equity. Para ser elegible para un premio Tony, la producción debe ser en una casa con 500 localidades o más en el distrito teatral. Los shows off-Broadway o off-off-Broadway usualmente brindan presentaciones más experimentales e íntimas a diferencia de los grandes teatros. Algunos, sin embargo, como Hair, La pequeña tienda de los horrores, Spring Awakening, Next to Normal, Rent, Avenue Q e In the Heights comenzaron sus temporadas como off-Broadway para luego ser transferidas a Broadway, buscando repetir la experiencia intimista en un teatro más grande.
Luego (o inclusive durante) una temporada exitosa, los productores usualmente rearman la producción con un nuevo elenco y técnicos para la gira nacional, que viaja a teatros en grandes ciudades a través del país - cuanto más grande y exitoso es el show, puede llegar a tener varias compañías de gira al mismo tiempo e inclusive alguna puede asentarse en el lugar para tener su propia temporada. Ciudades más pequeñas reciben a las giras de "ómnibus y camiones" llamadas así porque el elenco generalmente viaja por autobús (en vez de avión) y los equipos y escenografía en camión. Este tipo de tour, que frecuentemente presenta una producción reducida físicamente para acomodarse a menores ganancias y horarios ajustados, usualmente actúa en "semanas cortadas" (media semana en un pueblo y luego en otro) o "de una noche"; las grandes giras generalmente lo hacen por, mínimo, una o dos semanas por ciudad. Los premios Touring Broadway, presentados por la Liga de Broadway, premian la excelencia en las giras.

### Premios Tony
Las producciones y artistas de Broadway son galardonadas cada junio cuando los premios Antoinette Perry (Premios Tony) son entregados por el Ala Teatral Estadounidense (American Theatre Wing) y la Liga de Broadway (Broadway League). Son los premios más prestigiosos para esta actividad, inclusive comparados con los Premios Óscar. Gran parte se debe a la importancia que le brindó la transmisión televisiva. En una estrategia para mejorar los niveles de audiencia, es común que se elijan celebridades para conducir la entrega, como Hugh Jackman y Rosie O'Donnell, que inclusive pueden tener poca o ninguna conexión con el teatro.

### Lista de teatros
- Si no hay un show en el momento, la obra listada es la próxima planeada (fechas marcadas con *).
- Si la próxima obra no está anunciada, la columna correspondiente se deja en blanco.

| Teatro                                 | Obra actual                        | Dirección             | Capacidad | Fecha de Estreno         | Fecha de Final           |
| -------------------------------------- | ---------------------------------- | --------------------- | --------- | ------------------------ | ------------------------ |
| Ambassador                             | Chicago                            | Calle 49 Oeste #219   | 1125      | 14 de noviembre de 1996  | Sin fecha                |
| American Airlines                      | Travesties                         | Calle 42 Oeste #229   | 740       | 24 de abril de 2018      | 17 de junio de 2018      |
| Brooks Atkinson                        | Waitress                           | Calle 47 Oeste #256   | 1044      | 24 de abril de 2016      | Sin fecha                |
| Ethel Barrymore                        | The Band's Visit                   | Calle 47 Oeste #243   | 1096      | 9 de noviembre de 2017   | Sin fecha                |
| Vivian Beaumont (en el Lincoln Center) | My Fair Lady                       | Calle 65 #150         | 1080      | 19 de abril de 2018      | Sin fecha                |
| Belasco                                | Gettin' the Band Back Together     | Calle 44 Oeste #111   | 1018      | 19 de julio de 2018      | Sin fecha                |
| Booth                                  | American Son                       | Calle 45 Oeste #222   | 785       | 4 de noviembre de 2018   | Sin fecha                |
| Broadhurst                             | Anastasia                          | Calle 44 Oeste #235   | 1186      | 24 de abril de 2017      | Sin fecha                |
| Broadway                               | King Kong                          | Calle Broadway #1681  | 1752      | 8 de noviembre de 2018   | Sin fecha                |
| Circle in the Square                   | Once On This Island                | Calle 50 Oeste #235   | 623       | 3 de diciembre de 2017   | Sin fecha                |
| Cort                                   | Network                            | Calle 48 Oeste #138   | 1084      | 6 de diciembre de 2018 * | Sin fecha                |
| Foxwoods                               | Harry Potter and the Cursed Child  | Calle 42 Oeste #213   | 1930      | 22 de abril de 2018      | Sin fecha                |
| Samuel J. Friedman                     | The Nap                            | Calle 47 Oeste #261   | 650       | 27 de septiembre de 2018 | 11 de noviembre de 2018  |
| Gershwin                               | Wicked                             | Calle 51 Oeste #222)  | 1933      | 30 de octubre de 2003    | Sin fecha                |
| John Golden                            | The Waverly Gallery                | Calle 45 Oeste #252   | 805       | 25 de octubre de 2018*   | Sin fecha                |
| Helen Hayes Theatre                    | Straight White Men                 | Calle 44 Oeste #240   | 597       | 23 de julio de 2018      | 9 de septiembre de 2018  |
| Al Hirschfeld                          | Kinky Boots                        | Calle 45 Oeste #302   | 1437      | 4 de abril de 2013       | Sin fecha                |
| Imperial                               | Carousel                           | Calle 45 Oeste #249   | 1421      | 12 de abril de 2018      | 16 de septiembre de 2018 |
| Bernard B. Jacobs                      | The Ferryman                       | Calle 45 Oeste #242   | 1078      | 21 de octubre de 2018*   | Sin fecha                |
| Walter Kerr Theatre                    | Springsteen on Broadway            | Calle 48 Oeste #219   | 947       | 12 de octubre de 2017    | 15 de diciembre de 2018  |
| Longacre Theatre                       | The Prom                           | Calle 48 Oeste #22)   | 1096      | 15 de noviembre de 2018  | Sin fecha                |
| Lunt-Fontanne                          | Summer: The Donna Summer Musical   | Calle 46 Oeste #205   | 1475      | 23 de abril de 2018      | Sin fecha                |
| Lyceum                                 | The Play That Goes Wrong           | Calle 45 Oeste #149   | 924       | 2 de abril de 2017       | 6 de enero de 2019       |
| Majestic                               | El Fantasma de la Ópera            | Calle 44 Oeste (#247) | 1655      | 26 de enero de 1988      | Sin fecha                |
| Marquis                                | On Your Feet!                      | Calle Broadway #1535  | 1604      | 5 de noviembre de 2015   | 20 de agosto de 2017     |
| Teatro Minskoff                        | El Rey León (Musical)              | Calle 45 Oeste #200   | 1710      | 13 de noviembre de 1997  | Sin fecha                |
| Music Box                              | Dear Evan Hansen                   | Calle 45 Oeste #239   | 1010      | 4 de diciembre de 2016   | Sin fecha                |
| Nederlander                            | Pretty Woman: The Musical          | Calle 41 Oeste #208   | 1217      | 16 de agosto de 2018     | Sin fecha                |
| New Amsterdam                          | Aladdin                            | Calle 42 Oeste #214   | 1801      | 20 de marzo de 2014      | Sin fecha                |
| Eugene O'Neill                         | The Book Of Mormon                 | Calle 49 Oeste #230   | 1108      | 24 de marzo de 2011      | Sin fecha                |
| Palace                                 | SpongeBob SquarePants (Musical)    | Calle Broadway #1564  | 1784      | 4 de diciembre de 2017   | 16 de septiembre de 2018 |
| Richard Rodgers                        | Hamilton                           | Calle 46 Oeste #226   | 1368      | 25 de agosto de 2015     | Sin fecha                |
| Gerald Schoenfeld                      | Come From Away                     | Calle 45 Oeste #236   | 1079      | 12 de marzo de 2017      | Sin fecha                |
| Shubert                                | To Kill A Mockingbird              | Calle 44 Oeste #225   | 1521      | 13 de diciembre de 2018* | Sin fecha                |
| Neil Simon                             | The Cher Show                      | Calle 52 Oeste #250   | 1297      | 3 de diciembre de 2018*  | Sin fecha                |
| Stephen Sondheim                       | Beautiful: The Carole King Musical | Calle 43 Oeste #124   | 1055      | 12 de enero de 2014 *    | Sin fecha                |
| St. James                              | Frozen (Musical)                   | Calle 44 Oeste #246   | 1623      | 22 de marzo de 2018      | Sin fecha                |
| Studio 54                              | The Lifespan Of A Fact             | Calle 54 Oeste #254   | 920       | 18 de octubre de 2018 *  | 13 de enero de 2019      |
| August Wilson                          | Mean Girls (Musical)               | Calle 52 Oeste #245   | 1275      | 8 de abril de 2018       | Sin fecha                |
| Winter Garden                          | Beetlejuice                        | Calle Broadway #1634  | 1513      | 25 de abril de 2019      | Sin fecha                |

#### Próximas producciones
Las siguientes han sido anunciadas como futuras obras en Broadway. El teatro en el cual se presentarán aún no es sabido o lo ocupa un show actualmente y se especifica entre paréntesis.
- Annie - (desconocido)[23]
- Anything Goes - (Stephen Sondheim)[24]
- Enter Laughing - (desconocido)[25]
- Evita - (desconocido)[26]
- Funny Girl (Musical) - (desconocido)[27]
- How to Succeed in Business without Really Trying - (Al Hirschfeld)[28]
- Hughie / La última cinta 2x1 - (desconocido)[29]
- Love Never Dies - (Neil Simon)[30]
- Paradise Found - (desconocido)[31]
- Priscilla, Queen of the Desert -[32]
- Cambio de Hábito, El Musical]] - (desconocido)
- Unchain My Heart - (Shubert, primavera de 2011)[33]
- Wonderland: Alice's New Musical Adventure - (Marquis)[34]
- Vive como quieras - (desconocido)[35]
- Yank! - (desconocido, otoño 2011)[36]